# Stichting Stop Geweld tegen Vrouwen
De Stichting Stop Geweld tegen Vrouwen is een Surinaamse vrouwenrechtenorganisatie die het opneemt tegen geweld tegen vrouwen.
De stichting werd in 1991 actief met het voeren van campagnes om het bewustzijn over huiselijk geweld te vergroten. Het initiatief werd toen genomen omdat er zorgen waren dat de Surinaamse politie slachtoffers niet serieus zou nemen. Verder bouwde de organisatie relaties op met de politie en rechters om het vraagstuk op tafel te krijgen en heeft het trainingen gegeven aan gerechtelijke en politiefunctionarissen en advocaten. Ook waren enkele advocaten bereid om buiten het beperkte rechtsbijstandstelsel om arme vrouwen te helpen.
Achter de oprichting van de organisatie stonden onder meer Carla Bakboord en Nadia Raveles.